# Barnesville (Georgia)
Barnesville is een plaats (city) in de Amerikaanse staat Georgia, en valt bestuurlijk gezien onder Lamar County.

## Demografie
Bij de volkstelling in 2000 werd het aantal inwoners vastgesteld op 5972.
In 2006 is het aantal inwoners door het United States Census Bureau geschat op 5982, een stijging van 10 (0,2%).

## Geografie
Volgens het United States Census Bureau beslaat de plaats een oppervlakte van
14,6 km², geheel bestaande uit land. Barnesville ligt op ongeveer 257 m boven zeeniveau.

## Plaatsen in de nabije omgeving
De onderstaande figuur toont nabijgelegen plaatsen in een straal van 20 km rond Barnesville.